# Jef Tavernier
Josef G.J. Tavernier (Aalter, 1 november 1951) is een Belgisch politicus voor Agalev/Groen!/Groen.

## Levensloop
Jef Tavernier behaalde in 1973 een licentiaatsdiploma in de economische wetenschappen en in 1977 een licentie in stedenbouw en ruimtelijke ordening aan de Rijksuniversiteit Gent. Omstreeks deze periode was hij lid van het bestuur van de Vlaamse Economische Kring als ondervoorzitter en penningmeester. Vanuit die positie was hij tevens afgevaardigde in het Faculteitenkonvent. Na zijn opleiding ging hij in 1973 aan de slag als leerkracht in het secundair onderwijs. In deze hoedanigheid gaf Tavernier les in het Emmaüsinstituut in Aalter, waar hij de vakken economie en aardrijkskunde gaf. Hij voerde deze functie uit tot 1991.

### Agalev
In 1981 sloot Tavernier zich aan bij Agalev en stond mee aan de wieg van de (politieke) beweging. Voor deze ecologische partij werd hij in oktober 1982 als gemeenteraadslid van Aalter verkozen, wat hij bleef tot eind 1994. Van januari 2001 tot april 2002 zetelde hij nogmaals in de gemeenteraad.
In november 1991 werd hij verkozen als rechtstreeks verkozen senator voor het arrondissement Gent-Eeklo en werd hij onmiddellijk aangesteld tot Agalev-fractieleider in de Senaat, wat hij bleef tot in mei 1995. In de periode januari 1992-mei 1995 had hij als gevolg van het toen bestaande dubbelmandaat ook zitting in de Vlaamse Raad, waar hij van 1992 tot 1995 ondervoorzitter was van de commissie Onderwijs, Vorming en Wetenschapsbeleid. De Vlaamse Raad was vanaf 21 oktober 1980 de opvolger van de Cultuurraad voor de Nederlandse Cultuurgemeenschap en de voorloper van het huidige Vlaams Parlement.
In mei 1995 maakte hij de overstap naar de Kamer van volksvertegenwoordigers, waar hij tot in augustus 2002 zetelde. In 1997 werd Tavernier aangesteld als fractievoorzitter van de gemeenschappelijke fractie Agalev-Ecolo, wat hij bleef tot september 2001. Van oktober 2001 tot augustus 2002 was hij secretaris van de Kamer. In augustus 2002 volgde hij Magda Aelvoet als minister van Volksgezondheid, Leefmilieu en Consumentenzaken in de regering-Verhofstadt I op, wat hij bleef tot juli 2003. In februari 2004 verving hij partijgenoot Ludo Sannen in de Vlaamse regering-Somers I als minister van Leefmilieu, Landbouw en Ontwikkelingssamenwerking, een mandaat dat hij enkele maanden uitoefende, tot aan de installatie van de regering-Leterme in juli 2004. Een maand eerder, bij de Vlaamse verkiezingen van juni 2004, werd Tavernier voor de kieskring West-Vlaanderen verkozen in het Vlaams Parlement, waar hij tot in juni 2009 zetelde en toegevoegd lid was van de commissie Onderwijs, Vorming, Wetenschap en Innovatie.
Na de voor Agalev desastreuze federale verkiezingen van mei 2003 ging Tavernier tot februari 2004 opnieuw aan de slag, in een deeltijds statuut, als leerkracht in het Emmaüsinstituut in Aalter. Daarnaast verving hij partijgenoot Paskal Deboosere als lid van de raad van bestuur van de VRT. Op 1 mei 2004 ging hij als docent aan de Universiteit Gent aan de slag, waar hij werkzaam werd in het vakgebied politieke besluitvorming van de specialisatieopleiding master in management voor overheidsorganisaties. Hij bleef aan de slag bij de Universiteit Gent tot in september 2006.
Op 16 januari 2010 kondigde hij aan dat hij uit Groen! stapte, verklarende dat deze partij te weinig democratisch en transparant is. Wel bleef hij lid van de fractie in de gemeenteraad van Aalter, waar hij van 2007 tot 2012 opnieuw deel van uitmaakte.

### Na de politiek
Tavernier was van 2009 tot 2013 deeltijds secretaris-generaal van FEBEA, de Europese federatie van ethische en alternatieve banken, waartoe ook het Vlaamse 'Hefboom' behoort. Ook begeleidde hij vanaf september 2009 deeltijds de Katholieke Hogeschool Zuid-West-Vlaanderen (later Hogeschool VIVES) bij de invoering van het hoger beroepsonderwijs. Hij was er ook tot 2022 actief als gastdocent voor sociale economie.
Hij is of was tevens:
- voorzitter van Ligo, Centrum voor Basiseducatie Gent-Meetjesland-Leieland,
- bestuurder van VVOB,
- bestuurder van Streekplatform Meetjesland,
- bestuurder en zakelijk coördinator van vzw deLink.[14]

Sinds 2023 baat Tavernier een ijssalon uit in Aalter.
In 2023 werd hij opnieuw deeltijds leraar economie in het vijfde middelbaar op het Ten Doorncollege in Eeklo.
Bij de gemeenteraadsverkiezingen van oktober 2024 besloot Tavernier zich opnieuw kandidaat te stellen. Hij werd lijstduwer voor Groen in Aalter en raakte verkozen. Tavernier besloot zijn zetel op te nemen en zetelt sinds december 2024 opnieuw in de gemeenteraad van Aalter.

### Privé
Op 27 augustus 2011 trad Tavernier in het huwelijk met de Bruggelinge Rita Brauwers, eveneens een voormalig lid van Groen!. Samen hebben ze zes kinderen uit vorige huwelijken.